# سياسة التأشيرات في الجبل الأسود

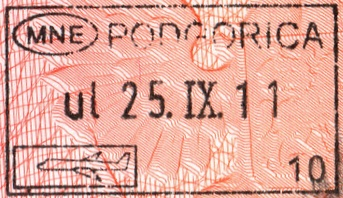
ختم الدخول

يجب على زوار الجبل الأسود الحصول على تأشيرة دخول من إحدى البعثات الدبلوماسية للجبل الأسود، ما لم يأتوا من إحدى الدول المعفاة من التأشيرة. يتم تنظيم سياسة التأشيرة من خلال لائحة قانون نظام التأشيرات. في حالة عدم وجود تمثيل دبلوماسي أو قنصلي للجبل الأسود، يمكن للأجانب الحصول على التأشيرة من (حسب البلد) الممثليات الدبلوماسية أو القنصلية لصربيا وبلغاريا وكرواتيا.
تشبه سياسة التأشيرات في الجبل الأسود سياسة التأشيرات في منطقة شنغن. ويمنح الدخول بدون تأشيرة لمدة 90 يوماً لجميع الجنسيات المدرجة في ملحق شنغن الثاني، باستثناء كيريباتي وجزر مارشال وميكرونيزيا وبالاو وجزر سليمان وتونغا وتوفالو. كما يمنح الدخول بدون تأشيرة لمواطني عدة دول إضافية: أذربيجان، بيلاروسيا، كوبا، الإكوادور، كازاخستان، كوسوفو، الكويت، قطر، روسيا، وتركيا .
يجب على الزائرين أن يحملوا جوازات سفر صالحة لمدة 6 أشهر على الأقل بعد فترة الإقامة المقصودة.

## خريطة سياسة التأشيرات

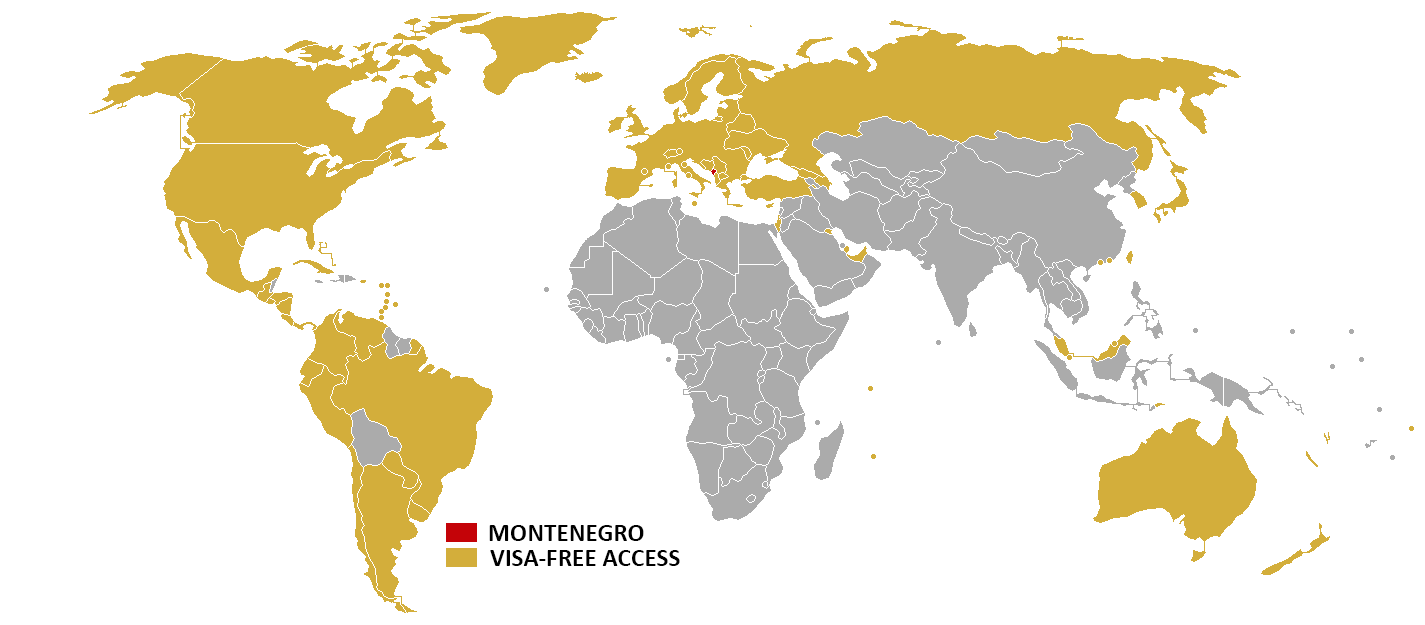
سياسة التأشيرة في الجبل الأسود:
الجبل الأسود
بدون تأشيرة

## الإعفاء من التأشيرة

### جوازات السفر العادية
يمكن للمواطنين وحاملي جوازات السفر العادية من البلدان والأقاليم التالية دخول الجبل الأسود بدون تأشيرة لمدة تصل إلى 90 يوماً خلال أي فترة 180 يوماً (ما لم يُذكر خلاف ذلك):
| - جميع مواطني الاتحاد الأوروبي 2 \| - ألبانيا 3 - أندورا - أنتيغوا وباربودا - الأرجنتين - أستراليا - أذربيجان - الباهاما - بربادوس - روسيا البيضاء (30 يوماً) - البوسنة والهرسك 3 - البرازيل - بروناي - كندا - تشيلي - كولومبيا - كوستاريكا - كوبا (30 يوماً) - دومينيكا - الإكوادور (30 يوماً) - السلفادور - جورجيا - غرينادا - غواتيمالا \| - هونغ كونغ - هندوراس - آيسلندا - إسرائيل - اليابان - كوسوفو (30 يوماً) 2 - الكويت - ليختنشتاين 2 - ماكاو - ماليزيا - موريشيوس - المكسيك - مولدوفا - موناكو 2 - نيوزيلندا - نيكاراغوا - مقدونيا الشمالية 3 - النرويج 2 - بنما - باراغواي - بيرو (30 يوماً) - قطر - روسيا (30 يوماً) \| - ساموا - سانت كيتس ونيفيس - سانت لوسيا - سانت فينسنت والغرينادين - سان مارينو 2 - صربيا 2 - سيشل - سنغافورة - كوريا الجنوبية - سويسرا 2 - تايوان 4 - تيمور الشرقية - ترينيداد وتوباغو - تركيا - أوكرانيا - الإمارات العربية المتحدة - المملكة المتحدة 1 - الولايات المتحدة - الأوروغواي - فانواتو - الفاتيكان - فنزويلا \| \| | | |  |
| - ألبانيا 3 - أندورا - أنتيغوا وباربودا - الأرجنتين - أستراليا - أذربيجان - الباهاما - بربادوس - روسيا البيضاء (30 يوماً) - البوسنة والهرسك 3 - البرازيل - بروناي - كندا - تشيلي - كولومبيا - كوستاريكا - كوبا (30 يوماً) - دومينيكا - الإكوادور (30 يوماً) - السلفادور - جورجيا - غرينادا - غواتيمالا | - هونغ كونغ - هندوراس - آيسلندا - إسرائيل - اليابان - كوسوفو (30 يوماً) 2 - الكويت - ليختنشتاين 2 - ماكاو - ماليزيا - موريشيوس - المكسيك - مولدوفا - موناكو 2 - نيوزيلندا - نيكاراغوا - مقدونيا الشمالية 3 - النرويج 2 - بنما - باراغواي - بيرو (30 يوماً) - قطر - روسيا (30 يوماً) | - ساموا - سانت كيتس ونيفيس - سانت لوسيا - سانت فينسنت والغرينادين - سان مارينو 2 - صربيا 2 - سيشل - سنغافورة - كوريا الجنوبية - سويسرا 2 - تايوان 4 - تيمور الشرقية - ترينيداد وتوباغو - تركيا - أوكرانيا - الإمارات العربية المتحدة - المملكة المتحدة 1 - الولايات المتحدة - الأوروغواي - فانواتو - الفاتيكان - فنزويلا |  |

1 - بما في ذلك جوازات السفر البريطانية المعتمدة الوطنية البريطانية (في الخارج) ومواطني أقاليم ما وراء البحار البريطانية، الصادرة للمقيمين في برمودا.
2- يمكن الدخول ببطاقة الهوية (بما في ذلك بطاقة جواز السفر الأيرلندي) والبقاء بدون تصريح إقامة لمدة 30 يوماً.
3- يمكن الدخول ببطاقة الهوية البيومترية والبقاء بدون تصريح إقامة لمدة 30 يوماً. 4- على أن يتضمن جواز السفر رقم الهوية الشخصية.

### جوازات السفر الدبلوماسية والخدمية
يمكن لمواطني الدول التالية زيارة الجبل الأسود إذا كانوا يحملون جواز سفر دبلوماسي أو رسمي/خدمي لمدة 90 يوماً (ما لم يُنص على خلاف ذلك):
| - أرمينيا - الصين1 - مصرد - غويانا - إندونيسيا - إيران - قيرغيزستان - منغوليا | - المغرب - كوريا الشمالية1 - باكستان - سنغافورة - طاجيكستان - تايلاند - فيتنام - زيمبابوي |  |

د- الجوازات الدبلوماسية فقط.
1 - 30 يوماً
- يمكن لحاملي جواز المرور الصادر عن الأمم المتحدة دخول الجبل الأسود، بشرط السفر في مهمة بالجبل الأسود. ويُسمح بالإقامة لحامله بدون تأشيرة لمدة 90 يوماً.

- يمكن لحاملي وثيقة سفر الإنتربول، الصادرة عن الإنتربول، بشرط السفر في مهمة، زيارة الجبل الأسود بدون تأشيرة لمدة 90 يوماً.

### حاملي التأشيرات الأجنبية
حاملي وثائق سفر أجنبية صالحة تحتوي على تأشيرة شنغن صالحة، وتأشيرة صالحة لكومنولث أستراليا، وجمهورية بلغاريا، وجمهورية كرواتيا، واليابان، وكندا، ونيوزيلندا، وجمهورية أيرلندا، ورومانيا، والولايات المتحدة الأمريكية ويجوز للمملكة المتحدة لبريطانيا العظمى وأيرلندا الشمالية الدخول والمرور عبر الإقليم والبقاء في الجبل الأسود لمدة تصل إلى 30 يوماً، وليس أكثر من انتهاء التأشيرة إذا كانت فترة صلاحية التأشيرة أقل من 30 يوماً.
حاملي وثائق سفر أجنبية صالحة مع تصريح إقامة في دول منطقة شنغن، وكومنولث أستراليا، وجمهورية بلغاريا، وجمهورية كرواتيا، واليابان، وكندا، ونيوزيلندا، وجمهورية أيرلندا، ورومانيا، والولايات المتحدة. يجوز لأمريكا والمملكة المتحدة لبريطانيا العظمى وأيرلندا الشمالية أو بطاقات سفر الأعمال الخاصة بمنتدى التعاون الاقتصادي لآسيا والمحيط الهادئ الصادرة عن الدول الأعضاء في منتدى التعاون الاقتصادي لدول آسيا والمحيط الهادئ (APEC) الدخول والمرور عبر أراضي الجبل الأسود والبقاء فيها لمدة تصل إلى 30 يوماً، ولا تزيد عن انتهاء صلاحية تصريح الإقامة أو بطاقة سفر الأعمال للدول الأعضاء، إذا كانت فترة الصلاحية أقل من 30 يوماً.
يجوز لحاملي وثائق سفر أجنبية صالحة مع تصريح إقامة في دولة الإمارات العربية المتحدة الدخول والمرور عبر أراضي الجبل الأسود والبقاء فيها لمدة تصل إلى 10 أيام بدون تأشيرة مسبقة، مع ترتيب سفر مؤكد.
يمكن للاجئين الذين صدرت لهم وثيقة سفر للاجئين من أستراليا أو كندا أو أيسلندا أو اليابان أو نيوزيلندا أو النرويج أو سويسرا أو الولايات المتحدة أو إحدى الدول الأعضاء في الاتحاد الأوروبي زيارة الجبل الأسود بدون تأشيرة لمدة تصل إلى 30 يوماً.

### اتفاقيات تبادل
يمكن لمواطني الجبل الأسود الدخول بدون تأشيرة، إلى بعض البلدان التي يُمنح مواطنوها إمكانية الدخول بدون تأشيرة إلى الجبل الأسود ولكن يحتاجون إلى تأشيرة دخول إلى أنتيغوا وبربودا وأستراليا وأذربيجان (تمنح تأشيرة إلكترونية) وجزر البهاما وبربادوس وبروناي وكندا والسلفادور وغرينادا (تمنح التأشيرة عند الوصول)، غواتيمالا، هندوراس، أيرلندا، اليابان، كازاخستان، الكويت، ماليزيا، موريشيوس (تمنح التأشيرة عند الوصول)، المكسيك، نيوزيلندا، نيكاراغوا (تمنح التأشيرة عند الوصول)، باراغواي، قطر (تمنح التأشيرة عند الوصول)، المكسيك، نيوزيلندا، نيكاراغوا (تمنح التأشيرة عند الوصول)، باراجواي، قطر (تمنح التأشيرة عند الوصول) عند الوصول)، تايوان (تمنح تأشيرة إلكترونية)، المملكة المتحدة، الولايات المتحدة وفنزويلا.

## وصلات خارجية
- نظرة عامة على أنظمة التأشيرات للمواطنين الأجانب نسخة محفوظة 3 أكتوبر 2013 at Archive.is
- سفارات وقنصليات الجبل الأسود وأنظمة التأشيرات للمواطنين الأجانب حكومة الجبل الأسود.